# 존 와츠
존 와츠(영어: Jon Watts, 1981년 6월 28일 ~ )는 미국의 영화 감독, 각본가, 영화 프로듀서이다.

## 필모그래피

### 영화
| 년도 | 영화                   | 역할 | 역할   | 역할   | 역할   |
| 년도 | 영화                   | 연출 | 제작   | 각본   | 기타   |
| ---- | ---------------------- | ---- | ------ | ------ | ------ |
| 2014 | Our Robocop Remake     | 예   | 아니요 | 아니요 | 아니요 |
| 2014 | 클라운                 | 예   | 아니요 | 예     | 아니요 |
| 2015 | 캅 카                  | 예   | 예     | 예     | 아니요 |
| 2017 | 스파이더맨: 홈커밍     | 예   | 아니요 | 예     | 아니요 |
| 2019 | 스파이더맨: 파 프롬 홈 | 예   | 아니요 | 아니요 | 아니요 |
| 2021 | 스파이더맨: 노 웨이 홈 | 예   | 아니요 | 아니요 | 아니요 |
| 2024 | 울프스                 | 예   | 예     | 예     | 아니요 |